# Oliver Letwin
Oliver Letwin, né le 19 mai 1956 à Hampstead, est un homme politique britannique membre du Parti conservateur, puis indépendant, après son expulsion du Parti conservateur pour avoir voté contre le gouvernement de Boris Johnson sur le Brexit.
Letwin étudia à l'Eton College, au Trinity College de Cambridge et au London Business School. Parlementaire de West Dorset depuis 1997, il est membre à divers postes du cabinet fantôme. Ministre d'État au Bureau du Cabinet dans le gouvernement Cameron I, il est chancelier du duché de Lancastre de 2014 à 2016.